# اکو، اینوگو
اکو، اینوگو (به لاتین: Aku, Enugu) یک منطقهٔ مسکونی در نیجریه است که در ایالت انوگو واقع شده‌است.